# Косей Танака
Танака Цуненарі (яп. 田中恒成), більш відомий як Танака Косей (англ. Kosei Tanaka; 15 червня 1995) — японський професійний боксер, чемпіон світу за версією WBO у мінімальній (2015—2016), у першій найлегшій (2016—2017), у найлегшій (2018—2020) та у другій найлегшій вазі (2024).

## Професіональна кар'єра

### Мінімальна вага
Танака став професіоналом у віці 18 років у 2013 році.
В своєму 4-му бою 30 жовтня 2014 року Танака переміг раніше непереможного Рюдзі Хара технічним нокаутом у десятому раунді і виграв титул чемпіона Східно-тихоокеанського регіону (OPBF) у мінімальній вазі. В наступному бою 30 травня 2015 року Танака переміг Джуліана Єдраса (Мексика) і виграв титул WBO в мінімальній вазі. Танака став рекордсменом Японії за виграшем титулу чемпіона світу за найменшу кількість боїв (п'ять), перевищивши попередній рекорд Наої Іноуе з шести боїв. Танака провів один захист титулу WBO в мінімальній вазі.

### Перша найлегша вага
31 грудня 2016 року Танака вийшов на бій за вакантний титул WBO в першій найлегшій вазі проти колишнього володаря титулу в мінімальній вазі Мойзеса Фуентеса (Мексика). Танака домінував над Фуентесом, надіславши його в нокдаун у п’ятому раунді, перш ніж рефері зупинив бій, забезпечивши Танаці перемогу технічним нокаутом. Танака став чемпіоном світу у двох вагових категоріях лише за вісім боїв, повторивши рекорд Василя Ломаченка.
Двічі захистивши звання чемпіона у першій найлегшій вазі в боях проти до того непереможного Анхеля Акоста (Пуерто-Рико) і Рангсан Чаянрам (Таїланд), у листопаді 2017 року Танака звільнив титул, перейшовши до наступної категорії.

### Найлегша вага
24 вересня 2018 року вийшов на бій проти чемпіона WBO у найлегшій вазі Кімура Сьо і здобув перемогу рішенням більшості. Провів три вдалих захиста титулу, подолавши Тагуті Рьоічі, Джонатана Гонсалеса (Пуерто-Рико) і Улана Толеугази (Китай).

### Друга найлегша вага
31 грудня 2020 року вийшов на бій проти чемпіона WBO у другій найлегшій вазі Йока Казуто і зазнав першої поразки, програвши технічним нокаутом у восьмому раунді.
Здобувши в чотирьох наступних боях перемоги, 24 лютого 2024 року вийшов на бій за вакантний титул WBO в другій найлегшій вазі проти Крістіана Едуардо Бакасегуа (Мексика), здобув перемогу одностайним рішенням і став чемпіоном в четвертій ваговій категорії. Він перевершив досягнення  Оскара Де Ла Хойї, ставши найшвидшим чемпіоном у чотирьох дивізіонах за 21 бій.
14 жовтня 2024 року зустрівся в бою з Фумелеле Кафу (ПАР) і, побувавши в нокдауні в п'ятому раунді, зазнав поразки розділеним рішенням суддів.
2025 року у віці 29 років оголосив про завершення кар'єрм через проблеми із зором.